# Centesimus Annus
Centesimus Annus (Latijn voor het honderdste jaar) is de negende encycliek van paus Johannes Paulus II en verscheen op 1 mei 1991 naar aanleiding van het eeuwfeest van de encycliek Rerum Novarum van Paus Leo XIII.
Deze encycliek gaat nader in op de sociale leer van de Kerk.

## Centesimus Annus Pro Pontifice (CAPP)
Johannes Paulus II richtte de pauselijke stichting "Centesimus Annus Pro Pontifice" (CAPP) op met de chirograph van 5 juni 1983. De stichting trad op 1 mei 1991 in werking. De CAPP werd aanvankelijk geleid door kardinaal Rosalio José Castillo Lara, en na hem van 2006 tot 2017 door kardinaal Attilio Nicora.
Het doel van deze pauselijke stichting is de katholieke sociale leer beter bekend te maken, met name de encycliek "Centesimus Annus". Daarbij wordt er ook naar gestreefd met andere religieuze organisaties samen te werken. De CAPP ondersteunt initiatieven om de aanwezigheid en de activiteit van de katholieke kerk in de verschillende sectoren van de samenleving te ontwikkelen. De stichting streeft er ook naar te bevorderen dat er meer financieel wordt bijgedragen aan de activiteiten van de Apostolische Stoel.